# نيك لوكاس
نيك لوكاس (بالإنجليزية: Nick Lucas) هو عازف الجاز وممثل أمريكي، ولد في 22 أغسطس 1897 في الولايات المتحدة، وتوفي بنفس المكان في 28 يوليو 1982.

## وصلات خارجية
- نيك لوكاس على موقع IMDb (الإنجليزية)
- نيك لوكاس على موقع ميوزك برينز (الإنجليزية)
- نيك لوكاس على موقع قاعدة بيانات برودواي على الإنترنت (الإنجليزية)
- نيك لوكاس على موقع أول ميوزيك (الإنجليزية)
- نيك لوكاس على موقع ديسكوغز (الإنجليزية)
- نيك لوكاس على موقع ديسكوغز (الإنجليزية)
- نيك لوكاس على موقع قاعدة بيانات الفيلم (الإنجليزية)